# Taisho
Taisho（たいしょー、1982年12月2日 - ）は、日本の音楽プロデューサー、作曲家、編曲家、トラックメイカー、ピアノ、ギター、ベース、作詞家。神奈川県横浜市磯子区出身。

## 概要
音楽ユニットSputnikの元メンバー。世界各国の海外作家と音楽制作。2014年に河口湖に移住。湖畔の音楽制作スタジオ兼自宅にて音楽制作スタジオ湖畔の音工房を立ち上げる。現在は東京を拠点に活動。湖畔の音工房としての名義を合わせると楽曲提供数は（2024年時点）1,000曲を超えている。TVCM、アニメ、ゲーム、映画、などに楽曲提供をして幅広く活動。

## 楽曲提供
ア行
- あいざき進也
  - 明日のために（作曲）

- アイドリング!!!
  - 砂時計」（作曲）

- アイドルカレッジ
  - 光の中へ（作曲、編曲）
- 嵐
  - 虹のカケラ〜no rain, no rainbow〜（作曲）

- 石田燿子
  - Hyper Yocomix3「絶世美人」 （リミックス）

- 今井絵理子
  - はなかっパレード（作曲）『NHKアニメワールド『はなかっぱ』オープニングテーマ』

- 팀 에라이 (ERAI) 
  - Celebrate（作曲、編曲）

カ行
- 加藤里保菜
  - メロウチューン（作曲、編曲）『静岡朝日テレビ ピンクス 2014年エンディングテーマ』

- カミタミカ
  - まっすぐに（ピアノ）
  - PARADISE（ピアノ）
  - 手紙（ピアノ）
  - Invitation ~harubeni~（ピアノ）
- 北口和沙
  - 天使になれない（リミックス）『〜阿久悠、作家生活40周年記念〜アルバム』
- 熊谷育美
  - ずっと会える（作曲、編曲）
- 小玉梨々華と藤巻直哉
  - いただきマーチ(作曲、編曲）『ピンクス番組イメージソング』

サ行
- サメニンジャー
  - ニンニンプリンセス （編曲）

- JUJU
  - 願い（作曲）全国125箇所公開『犬とあなたの物語 いぬのえいが』主題歌

- John-Hoon
  - Anniversary（作曲）
  - Ash gray sky（作曲、編曲）

- 進藤あまね
  - 星色物語（王熙玥（CV：進藤あまね） ver.）」『StarryMonogatariテーマソング』（作詞、作曲、編曲）

- 塩ノ谷早耶香
  - ONE（作曲）
- SHU-I
  - あちゃこちゃSORRY（作曲、編曲）
  - Share My Life 〜 春夏秋冬365日（作曲）

- 鈴原希実
  - 星色物語（丹羽赭黎（CV：鈴原希実 ） ver.）」『StarryMonogatariテーマソング』（作詞、作曲、編曲）

タ行
- 竹達彩奈
  - SECRET×2　『俺の妹がこんなに可愛いわけがないPSPゲームテーマソング』

- Da-little
  - Like A Best Friend(作曲）

- 鳥海浩輔 安元洋貴
  - ALL FOR ONE（編曲）『弱虫ペダル キャラクターソングvol.3 今泉俊輔&金城真護』

ナ行
- 乃木坂46
  - keep in touch（編曲）※クレジット誤表記によりCD２版目以降のみ修正され、表記されている。

ハ行
- Halyosy
  - ホウキボシ（作曲）
  - 君と私の黄金律（作曲、編曲）

- 早乃香織
  - メ□セージ（作曲、編曲）株式会社イーチャンス「2012クリスマスキャンペーン」テーマ曲

- 日笠陽子
  - 会いたいよ~No one else~（作曲、編曲）『銀河機攻隊マジェスティックプリンス  PURPLE クギミヤ・ケイ』

- BABY-CRAYON〜1361〜
  - ヨーソロー！（作曲）
  - ケセラ・セラ・ヴィ（作曲）
  - パジャマパーティー（作曲）
  - 憧れジレンマ（作曲、編曲）

- 堀内まり菜
  - 星色物語（小泉樹夕（CV：堀内まり菜） ver.）」『StarryMonogatariテーマソング』（作詞、作曲、編曲）

マ行
- 三原JAPAN
  - 喂！喂！為什麼？（作曲、編曲）
  - DADADIDADA（編曲）
  - 相似音的歌（編曲）
  - 7RESPECT（編曲）

ヤ行
- 山地まり
  - 明日はきっといい天気（編曲）
  - YOURSELF（作曲、編曲）

- 夢みるアドレセンス
  - キャンディちゃん（作曲、編曲）『Candy by Ameba CM』
  - どこにでもいる。至って普通（作曲、編曲）

ラ行
- laufen
  - 遠くへ（編曲）

- Lead
  - Dear My Flower(作曲、編曲）

- REAL
  - 気付いて欲しい(作曲）

### 番組
- Amazonプライム『コズミックニンジャDOJO』
  - Planet Osiris (YuiRi)　ほしくずのパーティパレード（作曲、編曲）
  - Planet Osiris(YuiRi)　スーパータカシカート（作曲、編曲）
  - Planet Osiris(YuiRi)「CosmicNinja」（Remix）
  - カミナリコゾウ&Planet Osiris&Taisho 「トキメキメテオ」（作曲、編曲）

### ゲーム
- 俺の妹がこんなに可愛いわけがないPSP　テーマソング「SECRET×2」（作曲、編曲）
- 影廊 Shadow Corridor 2 雨ノ四葩 『RyuNoHige』（作曲、編曲、ピアノ）
- 影廊 Shadow Corridor 2 雨ノ四葩 『魔女の館 ShadowCorridor2 Arrange』（編曲、ピアノ）
- StarryMonogatari Project　テーマソング『星色物語』（作曲、編曲、ギター、ベース）

### Taisho Project
- こゑだ
  - 冬花火
  - 出発の汽笛
  - レトロボ
  - ××シンドローム

- MIKURI
  - ANOTHER WORLD

- 宮里デミ
  - 潮風の声
  - パインマン１号
  - 千山万水

- Ruy
  - Ever Garden
  - 咲×乱 BLUE
  - 成り損なった勇者の伝説
  - 未完成doll
  - 初恋ネクロマンシー

- こゑだ、MIKURI、宮里デミ、Ruy
  - 夜、闇より訪れし者より。

### SWJC
- Rainbow
- Vision
- WASABI
- Revers
- Ghost
- Happy haloween
- MONSTER
- 8-BIT Story
- Zombies

### project Steamvillage
- 2016年 ミニアルバム「Steam Village」

1.Station of Departure

2.Unknown Land

3.Lost Cathedral

4.In the Big Clock

5.Hakoniwa

6.Forest

### Sputnik
- 2010年 アルバム「Sputnik」 （iTunes ポップチャート2位）
  1. Eden
  2. モノクロダイアリー
  3. skyblue
  4. Answers
  5. ESCAPE
  6. It's so...
- 2011年 アルバム「Change」（amazon mp3チャート2位）
  1. Image
  2. 引力シナリオ
  3. By Your Side
  4. Bounce With Us
  5. 僕らを繋ぐ青
  6. Summer Days
  7. Monochrome Diary (Electro Mix)
  8. Who knows...?
  9. Still
  10. Still (Healing Version)
- 2011年 シングル「Still/Who knows...?」
  1. Still
  2. Who knows...?
- 2012年 シングル「get lost」
  1. get lost

## 映像
- 瞬間少女　清水 健斗 監督:音楽制作　（LA Eiga Fest）
- a day in the big blue world （ロンドン映画祭出展作品）清水 健斗 監督 : 音楽制作
- ライカ＊スピカ（東広島映画祭出展作品）清水 健斗 監督:音楽制作
- girl's talk（ラブストーリー映画祭出展作品）　清水 健斗

## 企業
- 沖縄ツーリスト（らんらんツアー）サウンドロゴ制作
- 株式会社ピュア　ピュアオリジナルテーマソング　制作
- 生活の木　本店（表参道店）　ショーウィンドウBGM制作　「秋」「冬」「正月」「春」
- MAXクリーニング  MAXのテーマ 作詞 TAIZO 作曲Taisho 編曲Taisho TAI-SHOW'Z
- MAXクリーニング  MAXのテーマ2 作詞 TAIZO 作曲Taisho 編曲Taisho TAI-SHOW'Z
- 日本テレビ「ミュージックライブラリー」 メディアBGM制作

## その他の活動
- 東京農業大学主催 Koshimizu Gala ピアノ２時間半即興演奏
- シャキシャキHIGASHI　沖縄県東村健康体操のテーマ　編曲
- パインのふるさと　沖縄県東村特産品PR曲　編曲
- 東っ子のテーマ　沖縄県東村村立保育所のテーマ　編曲
- 竜宮　富士河口湖　河口浅間神社 三夜祈り描き公演 １章 祈り~空間音楽~　作曲、編曲
- 竜宮　富士河口湖　河口浅間神社 三夜祈り描き公演 ２章 湖底~空間音楽~　作曲、編曲
- 竜宮　富士河口湖　河口浅間神社 三夜祈り描き公演  3章 國鎮~空間音楽~　作曲、編曲
- 龍が如く　ニコ生イベント　BGM制作
- ダンスイベント　WORLD WIDE　BGM制作
- バンダイナムコ　876TV　BGM制作
- コズミックニンジャ DOJO BGM制作